# Cyrtoneurina spiloptera
Cyrtoneurina spiloptera är en tvåvingeart som först beskrevs av Christian Rudolph Wilhelm Wiedemann 1830.  Cyrtoneurina spiloptera ingår i släktet Cyrtoneurina och familjen husflugor. Inga underarter finns listade i Catalogue of Life.